# Hubertus Josephus Maria Mol
Hubertus Josephus Maria Mol (Ginneken en Bavel, 26 mei 1906 – januari 1988) was een Nederlands politicus.
Hij werd geboren als zoon van Hubertus Wilhelmus Johannes Mol (1856-1924, gedeputeerde) en 
Josephina Arnolda Maria Robert (1866-1942). Hij begon zijn ambtelijke loopbaan als volontair bij de gemeente Ginneken en Bavel waar hij in 1932 werd aangesteld als ambtenaar ter secretarie. In 1934 promoveerde Mol daar tot adjunct-commies en in 1939 volgde zijn benoeming tot burgemeester van Dussen. Eind 1945 werd hij benoemd tot burgemeester van Waalre. In 1971 ging Mol met pensioen en begin 1988 overleed hij op 81-jarige leeftijd.